# Контакт (Halo)
Контакт (Contact) — перший епізод першого сезону американського воєнного науково-фантастичного серіалу «Halo». Епізод написано Отто Батерст, режисура Вейна Іпа. Перший показ відбувся 24 березня 2022 року.

## Зміст
У 2552 році триває війна ККОН (Космічне Командування Об'єднаних Націй) з інопланетним союзом Ковенантом.
Проте на планеті Мадригал не вірять у це, вважаючи загрозу прибульців пропагандою. Група молодих людей зазнає нападу солдатів Ковенанту. Прибульці вчиняють різанину на аванпості. Однак на допомогу несподівано прибувають спецпризначенці «Спартанці». Вони долають нападників, «Спартанець» Джон-117 доповідає, що з усієї колонії вижила лише одна дівчина — Кван.
Джон-117 і Кай-125 досліджують печеру, де Ковенант проводив розкопки. Їхньою знахідкою — таємничим пристроєм, цікавиться вчена Кетрін Голз. Пристрій пробуджує в Джона-117 заблоковані спогади про сім'ю.
Кван і Джона-117 доставляють на планету Рубіж/За́сяг на космічному кораблі «Кондор». У польоті Міранда Кіз переконує дівчину виступити з закликом до інших колоній припинити суперечності та виступити єдиним фронтом проти Ковенанту. Але Кван вважає, що ККОН нацькувало Ковенант на її бунтівну планету.
Кван намагається поговорити з Джоном-117 і пригадує, що це він колись убив її матір як повстанку.
Спогади про власну сім'ю викликають у «Спартанця» співчуття. Коли Кван дистанційно намагаються вбити, позбавивши повітря, Джон-117 рятує її.
Кетрін оголошує, що Джон-117 вийшов з ладу та наказує схопити його. Тоді «Спартанець» об'єднується з Кван, щоби взяти «Кондора» під ручне керування. Попри все літак збивають, але коли «Спартанець» торкається інопланетного пристрою, це вимикає всю електроніку навколо.
Скориставшись нагодою, Джон-117 бере керування «Кондором» і разом з Кван відлітає в космос.

## Сприйняття та відгуки
Станом на квітень 2025 року на сайті «IMDb» серія отримала 7.7 бала підтримки з можливих 10 при 9538 голосах користувачів.
У огляді «Den of Geek» Меган Кроуз проставлено 3.5 зірок із 5 та в огляді зазначено: «Перший епізод у телевізійному серіалі „Halo“ почався грамотно, але без вогнику. Усі заяви про війну та спостереження, які він може робити (або не робити), повинні бути підкріплені якимись реальними пригодами. Особливо якщо шоу сподівається охопити глядачів усередині або за межами фандому.»
Оглядач «IGN» Джессі Шеден писав: «Серія „Halo“ від „Paramount+“ знаменує собою цікавий відхід у франшизі. Дотепер усі засоби масової інформації „Halo“ — ігри, романи, комікси, попередні веб-серіали — діяли в однаковій безперервності. „Halo“ завжди дотримувався підходу „Зоряних воєн“, наголошуючи на єдиному міжмедійному спільному всесвіті. Однак ця серія живих дій порушує традицію, встановлюючи власну спадкоємність. Відокремлену від ігор та їх різноманітних зв'язків. Навіть після одного епізоду стає зрозуміло, що цей підхід був правильним.»
Для вебсайту «The A.V. Club» Вільям Гаджес зазначав: «Весь задум знищений сценарієм — який ніколи не підходить для другої чернетки, коли підходить перша чернетка — і постійним й всепроникним відчуттям дешевизни. Дивовижний смак до жорстокості не замінить адекватного використання бюджету. І кінцевий результат — це щось, що буде принаймні трохи відразливим як для шанувальників серії ігор. Це імовірно, обернеться всесвітом, який лише трохи схожий на той, на який вони витратили сотні годин. І малоцікавим для звичайних шанувальників наукової фантастики, які шукають наступного рішення.»

## Знімались
| Актор            | Роль                 |
| ---------------- | -------------------- |
| Пабло Шрайбер    | Чіф                  |
| Шабана Азмі      | адміралка Парангоскі |
| Наташа Кулзак    | Різ-028              |
| Олів Грей        | Міранда Кейс         |
| Єрін Ха          | Кван                 |
| Бентлі Калу      | Ваннак-134           |
| Кейт Кеннеді     | Кей-125              |
| Чарлі Мерфі      | Макі                 |
| Денні Сапані     | Джейкоб Кейєс        |
| Джен Тейлор      | Кортана              |
| Бокім Вудбайн    | Сорен-066            |
| Наташа Мак-Елгон | Кетрін Голзі         |
| Джеймі Біміш     | Кейдон               |
| Берн Ґорман      | Віншер Грат          |
| Джуліан Бліш     | Мерсі                |
| Раян Макпарланд  | Адун                 |
| Джонг Хван       | Їн-ха                |
| Скай Янг         | Рубен                |